# Elaphoglossum sinii
Elaphoglossum sinii là một loài thực vật có mạch trong họ Lomariopsidaceae. Loài này được C. Chr. ex Wu mô tả khoa học đầu tiên năm 1932.